# Euchalcia bellieri
Euchalcia bellieri là một loài bướm đêm trong họ Noctuidae.